# Rioni
Rioni (georgiska: რიონი) är den viktigaste floden i västra Georgien. Den har sin källa i bergskedjan Kaukasus i Ratjaområdet och flyter västerut till Svarta havet, som den flyter ut i norr om staden Poti. Staden Kutaisi, förr huvudstad i antikens Kolchis, ligger vid floden.
Rioni kallades Fasis eller Phasis av antikens greker. Den nämndes första gången av Hesiodos i hans Theogonin (l.340). Senare författare som  Apollonios Rhodios (Argonautika 2.12.61), Vergilius (Georgica 4.367) och Aelius Aristides (Ad Romam 82) ansåg att den var den östra gränsen för de farbara haven.
I Imeretien passerar Rioni Gumatireservoaren innan den flyter genom Kutaisi och därefter passerar genom Vartsichereservoaren, där Qvirila och Chanistsqali ansluter som vänsterbifloder.